# Great Thurlow
Great Thurlow is een civil parish in het bestuurlijke gebied St. Edmundsbury, in het Engelse graafschap Suffolk met 980 inwoners.